# Моретто да Брешиа
Алесса́ндро Бонвичи́но, или Буонвичи́но (итал. Alessandro Bonvicino), более известный под прозванием Море́тто да Брешиа (итал. Il Moretto, o Moretto da Brescia — «Маленький мавр», или «Арапчонок из Брешии»); между 1490 и 1498, Брешиа — 22 декабря 1554, там же) — живописец итальянского маньеризма, работал в Брешии и Венеции. Наряду с Романино и Савольдо его считают одним главных мастеров брешианской школы живописи.

## Биография
Алессандро Бонвичино родился между 1492 и 1495 годами в семье скромных художников: его отец Пьетро Бонвичино, сын некоего Бонвичино, известного как «Моретто» («Тёмненький»), и его дядя по отцовской линии Алессандро были художниками. Семья была родом из Ардезио в провинции Бергамо и переехала в Брешию в начале XV века, где, вероятно, и родился Алессандро.
Его обучение проходило в Брешии, вначале в семейной мастерской (его отец умер около 1514 года), а затем его учителем стал Фьораванте Феррамола (по другим сведениям — Винченцо Фоппа, среди его косвенных наставников упоминаются также Тициан, Якопо Пальма Старший и Джироламо Романино). Художниками стали и оба его брата — Пьетро и Якопо.
Согласно датировке, предложенной Алессандро Балларином, около 1511 года он создал люнет с изображением Коронования Девы Марии со святыми и донаторами в церкви Сан-Джованни-Эванджелиста в Брешии. В 1514 году художник выполнил для капеллы церкви монастыря Санта-Кроче, также в Брешии, позднее утраченную картину «Истории Марии Магдалины».
В 1521 году Моретто да Брешиа расписывал вместе с Романино Капеллу Сакраменто кафедрального собора Брешии, в 1522—1524 работал в Падуе, а в следующем году подписал контракт на работу для Коллегии Мерканции. «Вознесение Девы Марии» (Assunzione della Vergine) для главного алтаря старого собора датируется 1524—1526 годами. У него были также совместные работы с Лоренцо Лотто и Флориано Феррамолой.
Моретто женился поздно, в 1550 году, на Марии, которой было тридцать пять лет. Фактически художник посвятил свою юность живописи. В браке родились две дочери и один сын. Моретто, вероятно, заболел в 1554 году, и состояние его здоровья быстро ухудшалось. Он составил завещание, в котором назначил своего трёхлетнего сына Пьетро Винченцо всеобщим наследником, а свою жену — узуфруктуарием, а также выделил дочерям приданое и обязал семью оказывать помощь наиболее нуждающимся. Смерть настигла его в Брешии в декабре того же 1554 года. Он был похоронен на кладбище или в церкви Сан-Клементе, но более вероятно, что на кладбище, где в его память установлен мраморный памятник, воздвигнутый в 1835 году архитектором Вантини, с эпитафией, составленной литературным графом Луиджи Леки.

## Наследие
Наиболее известна его картина Святая Джустина с донатором и единорогом, находящаяся в Венском музее истории искусств (приписывается также Порденоне). Моретто написал несколько портретов известной куртизанки Туллии д’Арагона, в том числе — в образе Саломеи (пинакотека города Брешиа). Работы Моретто находятся в музеях Франкфурта-на-Майне, Берлина, Лондона, Будапешта, Нью-Йорка, Лос-Анджелеса. Картина «Аллегория Веры» (ок. 1530) имеется в собрании санкт-петербургского Эрмитажа.
Выдающийся знаток западноевропейской живописи А. Н. Бенуа в своём знаменитом «Путеводителе по картинной галерее Императорского Эрмитажа» (1910) назвал Моретто «мощным и грандиозным мастером», но его эрмитажную картину «несколько жеманной в композиции и лишь превосходно красивой по краскам».

## Ученики
Среди учеников Моретто был известный живописец-портретист Джамбатиста Морони.

## Галерея
- Благовещение.
- Святая Джустина с донатором и единорогом. Между 1520 и 1534. Дерево, масло. Музей истории искусств, Вена
- Мадонна Мизерикордия (Милосердная). 1520. Храм А. Кановы, Поссаньо, Италия
- Ecce Homo. Между 1550 и 1554. Холст, масло. Пинакотека, Брешиа
- Евхаристия со святыми Андреем и Рохом. 1545. Холст, масло. Церковь Сан-Бартоломео, Кастенедоло, Брешиа
- Мадонна с Младенцем на троне и Отцы Церкви. 1545. Холст, масло. Штеделевский художественный институт, Франкфурт-на-Майне
- Мадонна кармелитов. 1522. Холст, темпера. Галерея Академии, Венеция
- Портрет графа Фортунато Мартиненго Чезареско. Между 1540 и 1545. Холст, масло. Национальная галерея, Лондон